# Уильямс, Бен
Филипп Бенджамин «Бен» Уильямс (англ. Ben Williams; 29 августа 1982, Манчестер, Англия) — английский футболист, вратарь. Воспитанник «Манчестер Юнайтед», играл за «Ковентри Сити», «Честерфилд», «Кру Александра», «Карлайл Юнайтед», «Колчестер Юнайтед», «Хиберниан», «Брэдфорд Сити», «Бери» и «Блэкпул».

## Биография
В 2002 году попал «Манчестер Юнайтед». В 2003 впервые попал в заявку на игру, но на поле так и не вышел. Каждый год регулярно ездил в аренды, в 2002 в «Ковентри Сити», за который так ни разу и не сыграл, в 2003 в «Честерфилд», за который провёл 14 матчей, а в 2004 в «Кру Александра», где отыграл 10 игр.
В 2004 году по истечении контракта с «Манчестер Юнайтед», Бен подписал соглашение с «Кру Александра». В своём втором сезоне в «Кру» Бен сыграл 23 матча, так ни разу и не сумев сохранить ворота «сухими». В следующем сезоне сыграл мало, так как у него был диагностирован менингит, и он был изолирован от команды. На старте третьего сезона Бен в трёх играх пропустил 7 мячей, показав крайне неуверенную игру, и хоть к концу года дела его пошли на лад, он отказался подписывать новый контракт с «Кру Александра», покинув команду в 2008 году.
25 июня Уильямс подписал контракт с «Карлайл Юнайтед». Сезон в новой команде он начал в ранге основного вратаря, но после нескольких ошибок сел на скамейку запасных. Вскоре Бен Аник команду покинул, но место в воротах занял арендованный Тим Крул. В итоге во второй половине сезона Бен всё же получил свой шанс и, пропустив 4 мяча в первой игре, вскоре наладил свою игру и по итогам сезона занял второе место в голосовании болельщиков клуба на звание «Лучшего Игрока Года».
10 июля 2009 году Бен Уильямс перешёл в «Колчестер Юнайтед», сумма трансфера составила 60 тысяч фунтов. В «Колчестере» Бен стал одним из ведущих игроков, уже в дебютном сезоне отстояв 16 «сухих» матчей. В том же сезоне Бен был признан лучшим игроком команды по версии болельщиков. Сыграв в общей сложности 115 матчей, в 2012 году Бен покинул команду, отказавшись продлевать контракт.
10 июля 2012 году Бен подписал двухлетний контракт с шотландским клубом «Хиберниан», в котором стал игроком основного состава, так же на его счету уже два парированных пенальти.
5 августа 2014 года Бен Уильямс подписал контракт с «Брэдфорд Сити».